# 锡尔瓦鲁夫尔
锡尔瓦鲁夫尔（法語：Silvarouvres，法語發音：[silvaʁuvʁ]）是法国上马恩省的一个市镇，属于肖蒙区。

## 地理
锡尔瓦鲁夫尔（48°3'38"N, 4°47'8"E）面积19.41 平方千米，位于法国大東部大區上马恩省，该省份为法国东北部内陆省份，北起马恩省和默兹省，西接奥布省，西南接科多尔省，东南接上索恩省，东临孚日省。
与锡尔瓦鲁夫尔接壤的市镇（或旧市镇、城区）包括：沙托维兰、丹特维尔、奥布河畔拉费泰、奥布河畔朗蒂、蓬拉维尔_(上马恩省)、阿祖瓦地区维拉尔。

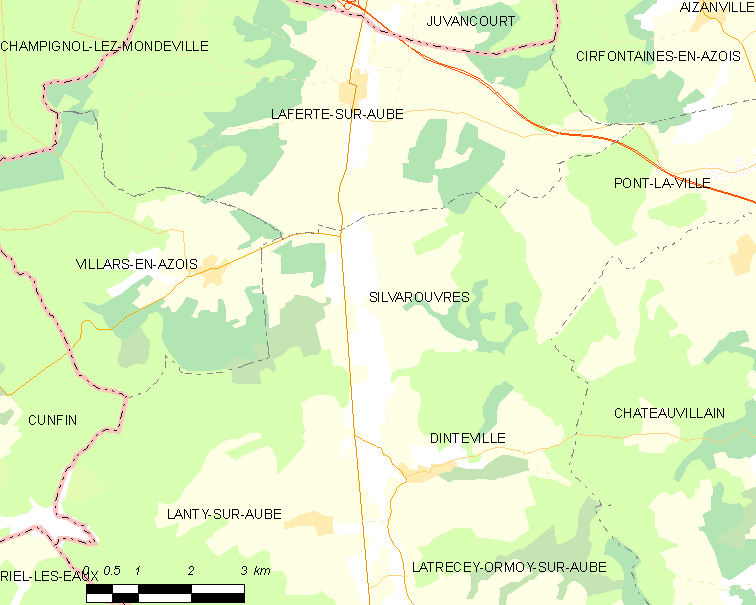
锡尔瓦鲁夫尔的OSM定位图

锡尔瓦鲁夫尔的时区为UTC+01:00、UTC+02:00（夏令时）。

## 行政
锡尔瓦鲁夫尔的邮政编码为52120，INSEE市镇编码为52474。

## 政治
锡尔瓦鲁夫尔所属的省级选区为沙托维兰县。

## 人口

1962-2008年间锡尔瓦鲁夫尔人口变化图示

锡尔瓦鲁夫尔于2022年1月1日时的人口数量为33人。